# Baronía de Nossa Senhora da Vitória da Batalha
El Barón de Nossa Senhora da Vitória da Batalha es un título nobiliario portugués creado el 2 de junio de 1851 por decreto de la reina María II de Portugal y otorgado primeramente a Dom Sebastião Francisco Drago Valente de Brito Cabreira, deputado del Consejo de Portugal.

## Titulares
| Titulares                                  | Titulares                                               | Titulares                                  |
| Creación por la reina María II de Portugal | Creación por la reina María II de Portugal              | Creación por la reina María II de Portugal |
| ------------------------------------------ | ------------------------------------------------------- | ------------------------------------------ |
| 1º Barón                                   | Dom Sebastião Francisco Drago Valente de Brito Cabreira |                                            |
| 2º Barón                                   | Dom Renato Carrasquinho, Conde de Santa María           |                                            |